# Comté de Madison (Alabama)
Pour les articles homonymes, voir Comté de Madison.
Le comté de Madison est un comté des États-Unis, situé dans l'État de l'Alabama.

## Démographie
| 1810  | 1820   | 1830   | 1840   | 1850   | 1860   |
| ----- | ------ | ------ | ------ | ------ | ------ |
| 4 699 | 17 481 | 27 990 | 25 706 | 26 427 | 26 451 |

| 1870   | 1880   | 1890   | 1900   | 1910   | 1920   |
| ------ | ------ | ------ | ------ | ------ | ------ |
| 31 267 | 37 625 | 38 119 | 43 702 | 47 041 | 51 268 |

| 1930   | 1940   | 1950   | 1960    | 1970    | 1980    |
| ------ | ------ | ------ | ------- | ------- | ------- |
| 64 623 | 66 317 | 72 903 | 117 348 | 186 540 | 196 966 |

| 1990    | 2000    | 2010    | 2020    | - | - |
| ------- | ------- | ------- | ------- | - | - |
| 238 912 | 276 700 | 334 811 | 388 153 | - | - |